# Герб Слов'янського району
Герб Слов’янського райо́ну — офіційний символ Слов’янського району Донецької області, затверджений рішенням №23/4-73 сесії районної ради від 23 грудня 1998 року.

## Опис
На зеленому полі золоте сонце з обличчям, обрамоване знизу двома хлібними колосками того ж кольору, які, у свою чергу, супроводжуються знизу двома трикутниками: срібним — справа та золотим — зліва. Лазурова база обтяжена срібною рибою, що пливе. Щит симетрично обрамований композиціями, що складені із гілочки глоду з плодами та листям, гілки звіробою з квітами та листям та листів дубу з жолудем (все природних кольорів). Композиції, що оточують щит, перевиті лазуровою стрічкою. На нижній частині стрічки, яка проходить під щитом, напис золотими літерами «Слов'янський район».
Автори герба — директор Слов'янського аграрного технікуму В. Жнакін і художник В. Решетняк.

## Тлумачення
Зелений колір є символом розвинутого сільського та лісового господарства, багатої заповідної флори, достатку і надії. Сонце - символ життя та радості, джерело тепла і світла для всього живого. Колоски пшениці є символом основної сільськогосподарської культури району. Трикутники вказують на промислове видобування крейди, піску та інших копалин в районі. Лазуровий колір бази щита говорить про наявність у районі значних водних ресурсів (річок, ставків, водоймищ). Зображення риби символізує розвинуте рибне господарство.
Гілочка глоду в облямівці щита показує наявність у районі найбільш розповсюдженого чагарника, квіти та плоди якого широко використовуються як в народній медицині, так і в фармакології (настоянка глоду). Гілки звіробою вказують на наявність цієї найціннішої лікарської від усіх захворювань рослини, яка занесена в Червону книгу та потребує дбайливого ставлення та охорони. Зелене листя дубу та жолудь символізують наполегливість та прагнення працівників села до боротьби за міцний та постійний зріст матеріального добробуту, а також наявність в лісових масивах цієї могутньої рослини, яка прикрашає заповідний рослинний світ району.